# يوسف عرفات
يوسف عرفات (1993-) فنان مطرب عربي يتقن الغناء بعدة لهجات عربية مثل اللهجة الأردنية والخليجية والمصرية واللبنانية، ويقدم ألوان غنائية متنوعة مثل الأغاني الاجتماعية والدينية والرومانسية والوطنية. فاز بجائزة أفضل مطرب أردني لعام 2012 في حفل جوائز تايكي في عمّان عن أغنيته يا بلدي بناءً على قرار لجنة التحكيم.، وفاز بجائزة أفضل مطرب عربي لعام 2012 في مهرجان أوسكار الأغنية المصورة الدولي في القاهرة عن أغنيته المصورة دين السلام بناءً على قرار لجنة التحكيم.، تصدرت أغنيته بتحصل كتير المركز الثاني في قائمة أكثر الأغاني العربية استماعاً في تطبيق «أنغامي» خلال فترة في شهور أكتوبر ونوفمبر لعام 2014. وتصدرت أغنيته حبيت معاك المركز الثاني وأغنيته فاكرين المركز 17 في قائمة أجمل الأغاني العربية الإلكترونية في تطبيق «أنغامي» خلال فترة في الشهور مارس وإبريل ومايو لعام 2015. كما حصلت الأغنية المصورة عظمة على عظمة التي غناها يوسف عرفات مع كارمن سليمان ودنيا بطمة على المركز الثاني في قائمة أكثر الفيديوهات العربية الموسيقية التي تم مشاهدتها في موقع يوتيوب لعام 2013.

## نشأته
ولد ونشأ في الكويت ويحمل الجنسية الأردنية ويعود أصله إلى فلسطين، استقرت عائلته في الكويت منذ أكثر من 30 سنة، ومن هواياته منذ الصغر صيد السمك. اكتشف موهبته الغنائية بنفسه في سن العاشرة أو الحادية عشرة واستمد ثقته بنفسه وبصوته من والديه، ثم حصل على التشجيع من عائلته وأصدقائه وأساتذته. بدأ دراسته الجامعية في مجال التمريض ثم تركه، ويحب أن يكمل علمه ولكن ليس في التمريض بل في المجال الذي يحبه بعد أن يحقق خطته ويصل لنقطة معينة في حياته.

## مسيرته الفنية

### من مشاركاته في البرامج التلفزيونية
في عام 2010 فاز بجائزة المركز الأول في برنامج المواهب الفرصة بناءً على تصويت الجمهور وعلى تقييم لجنة التحكيم وهم: الممثلة هدى حسين والملحن خالد الناصر والمقدم ون هو تشونغ، على قناة سما دبي.
في عام 2011 وصل للحلقة الأخيرة من برنامج المواهب الغنائية صوت السهارى بناءً على تصويت الجمهور وعلى تقييم لجنة التحكيم وهم: الملحن د. يعقوب الخبيزي والشاعر أحمد الشرقاوي والملحن سليمان الملا، على قناة الشاهد.
في عام 2012 فاز بجائزة المركز الثالث في برنامج المواهب الغنائية محبوب العرب Arab Idol بناءً على تصويت الجمهور وعلى تقييم لجنة التحكيم وهم: المطرب راغب علامة والمطربة أحلام والملحن والموزع الموسيقي حسن الشافعي، على قناة MBC1 .
في عام 2013 شارك في الموسم الثالث من جلسات وناسة لتقديم جلسات غنائيّة تحمل طابعاً تراثيّاً أصيلاً مطعّماً بنكهة عصرية شبابية، على قناة MBC1 وعلى قناة وناسة. ،
في عام 2014 شارك في عدة حلقات من برنامج ليلة أنس لإحياء زمن الطرب الأصيل بأصوات شبابية واعدة، على قناة دبي.

### من مشاركاته في المهرجات والحفلات العامة والمؤتمرات
في 15 يونيو 2012 شارك في مهرجان أيام جفناوية في بلدة جفنا في محافظة رام الله، فلسطين.، 
في 20 يونيو 2012 شارك في حفل يوسف عرفات في مسرح جامعة النجاح الوطنية في نابلس،
فلسطين.، 
في 14 يوليو 2012 شارك في مهرجان جرش في المسرح الجنوبي في مدينة جرش الأثرية، الأردن.، 
من 1 ديسمبر 2012 شارك في حفل الجمعية الأردنية الأمريكية وفي عدة حفلات للجاليات العربية في سان فرانسيسكو ولوس أنجلوس وسان دياغو، الولايات المتحدة الأمريكية.، 
في 14 فبراير 2013 شارك في حفل يوم الحب في فندق لاند مارك في عمّان، الأردن.، ، 
في 1 يوليو 2013 شارك في مؤتمر الشباب العربي الدولي الثالث والثلاثون في قصر الثقافة في مدينة الحسين للشباب، الأردن.، 
في 5 أغسطس 2013 شارك في مهرجان ليالي بِرَك سليمان في الموقع الأثري لبرك سليمان في مدينة بيت لحم، فلسطين.، 
في 10 أغسطس 2013 شارك في حفل يوسف عرفات في فندق جراند بارك في مدينة بيت لحم، فلسطين.
في 29 سبتمبر 2013 شارك في مهرجان أسبوع دبي للموسيقى في مركز دبي التجاري في مدينة دبي، الإمارات العربية المتحدة.، 
في 1 نوفمبر 2013 شارك في حفل يلا Now الفني في قاعة الأمير حمزة في عمّان، الأردن.، 
في 16 مايو 2015 شارك كضيف شرف في مهرجان يوم المدينة الدولي الحادي عشر في فندق كراون بلازا في عمّان، الأردن.

## إصداراته الفنية

### أغاني منفردة
- 2012: يا بلدي (إنتاج مؤسسة فهد العملة للانتاج الفني و التوزيع)
- 2012: دين السلام
- 2012: ايه الرقة دي
- 2013: ولا ليلة من كلمات الشاعر إيهاب غيث
- 2013: أحلى بلد
- 2013: عظمة على عظمة
- 2013: كامل الأوصاف
- 2014: وتعود إلينا يا رمضان
- 2014: رحماك
- 2014: ألا يا أيها اللاهي
- 2014: فاكرين
- 2014: بتحصل كتير
- 2015: حبيت معاك
- 2015: عسكر
- 2015: عشقان
- 2016: مع السلامة

### أغاني إعلانية مشتركة
- 2012: بتونس بيك (إعلان من شيفروليه سونيك بغناء مشتركين من محبوب العرب Arab Idol)
- 2013: يلّا Now (إعلان من بيبسي بغناء يوسف عرفات ودنيا بطمة وكارمن سليمان وقصي)
- 2015: إهداء إلى شعب الكويت الحبيب بمناسبة الأعياد الوطنية (إنتاج شركة Malls Media Representative)

## حساباته الرسمية في مواقع التواصل الاجتماعي
- Twitter
- Instagram
- SoundCloud
- YouTube
- فيسبوك